# Dorothy Charlesworth
Dorothy Charlesworth FSA (1927–1981) fue una arqueóloga británica, especialista en vidrio que trabajó como inspectora de monumentos antiguos. Ella trabajó en Gran Bretaña y Egipto.

## Educación y primeros años
Nacida y criada en Northumberland, hija de John Charlesworth, un juez de la corte del condado y abogada académica, Dorothy Charlesworth, fue educada en Cheltenham Ladies 'College y Somerville College, Oxford. Se interesó por el estudio del vidrio antiguo con el apoyo de Donald Benjamin Harden, para quien luego trabajó en Oxford y Londres.

## Carrera
Charlesworth fue designada por el Comité Británico de Vidrio Antiguo para llevar a cabo el censo británico de vidrio antiguo, que se completó en 1955, aunque su falta de fondos impidió su publicación.
En 1965 se unió a las excavaciones de la Sociedad de Exploración de Egipto en Buto (Tell el-Farâ'în), participando en las excavaciones de cada temporada hasta que terminó en 1969. En Buto, supervisó la excavación del horno y publicó sus hallazgos. Mientras estaba en El Cairo, trabajo en el funcionamiento de un horno de vidrio 'primitivo' local, comparando su funcionamiento con el de un horno contemporáneo en Damasco y con los hornos de invernadero medievales en Gran Bretaña. En el último año de excavaciones en Buto, se convirtió en directora de campo, reemplazando a Veronica Seton-Williams. Junto con su trabajo en Egipto, continuó trabajando con Donald Benjamin Harden, publicando un resumen de su catálogo para la exposición del Museo Británico de 1969 Masterpieces of Glass.
Una vez las excavaciones en Buto habían concluido, Charlesworth centró su trabajo dentro Gran Bretaña. Primero trabajo con Leverhulme socio de búsqueda en el Museo de Londres, antes de servir como Inspector de Monumentos Antiguos. Bajo esta protección dirigió excavaciones dentro de Gran Bretaña del norte, notablemente Carlisle, donde descubre la puerta del sur y la muralla del Romano fuerte en Carlisle, finalmente localizando la posición exacta. Aquí descubre sobrevivir de aquello y podría ser datado por la dendrocronología, y derribado en el otoño o invierno de ANUNCIO 72/3. Estos ofrecieron evidencia nueva en el debate sobre la cronología de la conquista Romana de Gran Bretaña del norte, los cuales pueden haber sido bajo Petillius Cerialis, o Agrícola. En Housesteads excavo el Commandant casa y el hospital con John Wilkes en el tardío 1960 y 1970. Ella también excavo el fuerte Carrawburgh, la pared de Hadrian 51 Un (Piper Sike) en 1970 34 Un (Del oeste Grindon) en 1971, y 29 Un (Carretas Negras). La Excavación de Hadrian Pared en Walton estuvo llevado a cabo bajo su dirección en la década de 1970.
Charlesworth era uno de los miembros fundadores de la Asociación para la Historia del Vaso en 1978 y servido como su Secretario de 1979-1981. Así como sus contribuciones expertas al estudio de vaso antiguo, también escribe para unos lectores más generales, contribuyendo a guidebooks, p. ej., para el museo en el sitio Romano de Amurallar Staffordshire (1958), Aldborough Museo y ciudad Romanos, Yorkshire (1970) y Hardknott Fort (1972).
Se creó una conferencia conmemorativa en su nombre por el Cumberland y Westmorland Sociedad Arqueológica en 1982.

## Publicaciones
- Charlesworth, Dorothy (1967) Excavaciones en el Carrawburgh sitio de parque automovilístico, 1964. En Archaeologia Aeliana, 1-16
- Charlesworth, Dorothy (1971). "Un GRUPO DE BARCOS DEL COMMANDANT CASA, HOUSESTEADS". Revista de Estudios de Vaso. 13: 34@–37.
- Charlesworth, D (1975). "El commandant casa, Housesteads". Archaeologia Aeliana.
- Charlesworth, D (1978). "Romano Carlisle". Revista arqueológica. 135
- Charlesworth, Dorothy. (1979) 'Aviso de libro: MUSEO BRITÁNICO. Masterpieces De vaso. Por D. B. Harden Y otros,' en La Revista de Estudios helénicos, Vol. 89 (1969), pp. 191@–192. https://www.jstor.org/stable/627535
- Charlesworth, Dorothy; Thornton, J. H. (1973). 'El cuero Encontrado en Mediobogdum, el Romano Fort de Hardknott. Britannia. 4: 141@–152. doi:10.2307/525862. JSTOR 525862
- Erim, K.T.; Reynolds, Joyce; Blanco, K.D.; Charlesworth, Dorothy. 1973, 'El Aphrodisias Copia de Diocletian' Edicto en Precios Máximos,' en JRS' doi:10.2307/299169. JSTOR 299169